# Patchouli
Ne doit pas être confondu avec Tetradenia riparia, le faux patchouli.
Pogostemon cablin
 (mars 2014).
Si vous disposez d'ouvrages ou d'articles de référence ou si vous connaissez des sites web de qualité traitant du thème abordé ici, merci de compléter l'article en donnant les références utiles à sa vérifiabilité et en les liant à la section « Notes et références ».
Espèce
Classification phylogénétique
Synonymes
- Mentha cablin Blanco - Basionyme
- Pogostemon javanicus Backer ex Adelb.
- Pogostemon patchouli Pellet.
- Pogostemon patchouli var. suavis (Ten.) Hook. f.[1]

Le patchouli (Pogostemon cablin) est une espèce de plantes à fleurs de la famille des Lamiacées. C'est une plante herbacée tropicale utilisée surtout en parfumerie et en cosmétologie.
Elle est surtout cultivée en Indonésie et aux Philippines pour l'huile essentielle produite à partir de ses feuilles.

## Description
Le patchouli est une herbe aromatique pouvant dépasser un mètre de haut, aux feuilles larges et veloutées, aux tiges tétragonales. Les fruits sont de minuscules nucules noires.

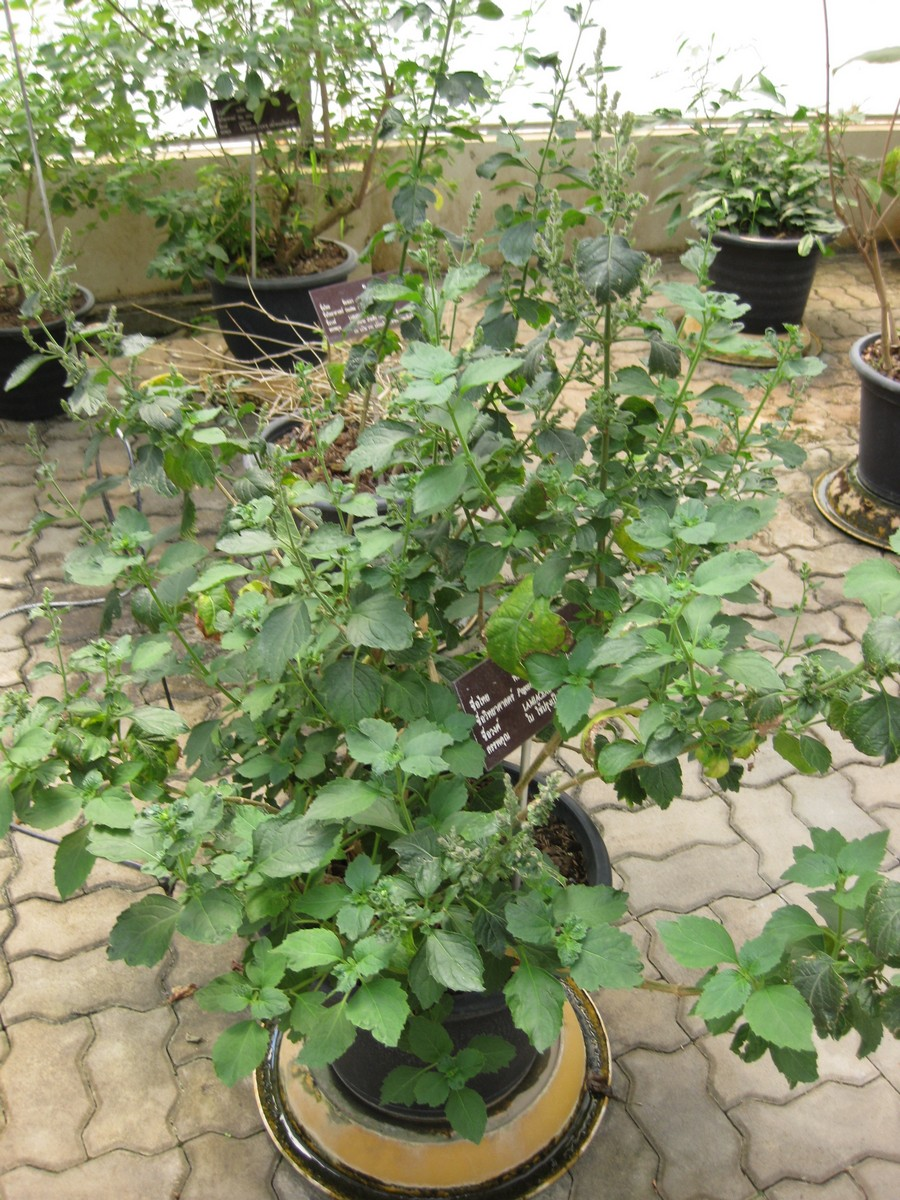
Patchouli, au Jardin botanique de la reine Sirikit, en Thaïlande.

## Culture et multiplication
En pays tropical, le patchouli préfère les lieux semi-ombragés et bien drainés dans un sol riche et humide.
La multiplication se fait par bouturage des tiges de 20 à 25 centimètres de longueur.
Il est préférable de mettre les plants en pleine terre lors de la saison des pluies.
La première récolte intervient dans les 6 mois après la plantation, puis environ tous les trois mois.
Il y a lieu de tailler régulièrement la plante pour la fortifier.

## Utilisation médicinale
L'utilisation de la plante en infusion est efficace contre la mauvaise digestion, les troubles intestinaux (évacuation des gaz).
Le patchouli est utilisé également aux Antilles contre le rhume, les céphalées et les vomissements.
C'est un anti-inflammatoire puissant. L'huile essentielle est souvent utilisée pour faciliter la circulation sanguine.
Ses propriétés sont antiémétiques, antalgiques et antiseptiques.
En cuisine, l'huile essentielle de la plante peut servir à aromatiser les boissons, desserts, mais aussi des plats cuisinés.

## Origine du mot
Son nom, apparu au début du XIXe siècle, correspond sans doute à un mot tamoul composé des termes patch (« vert ») et ilai (« feuille »). Selon certains, le second élément serait plutôt l'anglais leaf, qui lui aussi signifie « feuille ».

## Utilisation en parfumerie
Une fois distillée, l'huile essentielle doit vieillir plusieurs mois en fûts pour perdre de son amertume.
Très utilisé dans la formulation des parfums, le patchouli possède une odeur puissante, à la fois boisée, terreuse et sèche avec des accents fumés, camphrés, liquoreux et même moisis. La plante fraîche ne possède aucune odeur[réf. nécessaire], ce n'est qu'après une phase de fermentation que les précurseurs des différentes molécules (patchoulol et autres) donnent l'odeur aux feuilles que l'on traite soit par distillation ou par une extraction aux solvants volatils pour obtenir l'huile essentielle ou l'absolue.
Le patchouli arrive en Europe au milieu du XIXe siècle, notamment sur les grands boulevards parisiens, les parfumeurs découvrant l'attrait olfactif qu'exercent sur les femmes les châles en cachemire importés d'Inde, souvent conditionnés avec des feuilles de patchouli utilisées comme anti-mite. Le patchouli, comme le jasmin ou le musc, étant une odeur érotique et addictive, il est adopté par les demi-mondaines du Second Empire,.
Longtemps associé au mouvement hippie des années 1970 avec les femmes portant le parfum avec une note de fond de patchouli (comme l’Aromatics Elixir, parfum de la libération sexuelle, n° 1 des ventes de Clinique (en) jusqu'en 2010) à même la peau, le patchouli n'a pas toujours eu le succès qu'il a actuellement,[Quand ?].
Matière première aujourd'hui[Quand ?] chère et luxueuse, le patchouli connaît depuis plusieurs années un intérêt grandissant de la part des marques de parfum. On utilise l'huile essentielle, ainsi que des fractions (essences redistillées et séparées de leurs phases trop lourdes) qui ont l'avantage de posséder une saveur plus fine, moins camphrée. Le patchouli est utilisé comme note de fond, aussi bien dans les fragrances masculines que féminines. Le patchouli apporte sa saveur boisée terreuse aux parfums boisés, chyprés, cuirés et orientaux.
Facettes olfactives de l'essence de patchouli : bois, terre, camphre, vert, liqueur, fumée, moisi, médicinal.

### Quelques parfums
Liste non exhaustive de parfums contenant du patchouli, :
- 501 (Bon Parfumeur)
- A Taste of Heaven (homme) (Kilian Hennessy)
- Allure sensuelle (Chanel)
- Amarige Mariage (Givenchy)
- Angel (Thierry Mugler)
- Aromatics Elixir (Clinique (en))
- Bornéo 1834 (Serge Lutens)
- Burberry London (Burberry)
- C'est la fête patchouli (Christian Lacroix)
- Le Chypre de Coty (François Coty)
- Chypre rouge (Serge Lutens)
- Coco Mademoiselle (Chanel)
- Coromandel (Chanel)
- Éclat de jasmin (Armani Privé)
- Elle (Yves Saint Laurent)
- Eau sauvage (Parfums Christian Dior)
- Flowerbomb (Viktor & Rolf)
- For Her (Narciso Rodriguez)
- Gentleman (Givenchy)
- Ice Men (Thierry Mugler)
- Intrigant Patchouli (Parfumerie générale)
- Irresistible Apple (Bath & Body Works)
- L (Lolita Lempicka)
- La vie est belle  (Lancôme)
- Lalibela (Aliénor Massenet)
- Lovely (Sarah Jessica Parker)
- Miss Dior (Parfums Christian Dior)
- Mitsouko (Guerlain)
- Mûre et Musc (L'Artisan parfumeur)
- Musc Patchouli (El Nabil)
- 1 Million (Paco Rabanne)
- Opium (Yves Saint Laurent)
- Orage (Louis Vuitton)
- Patchouli (Réminiscence)
- Patchouli (Parfums Micallef)
- Patchouli Ardent (Guerlain)
- Patchouli Intense (Molinard)
- La Petite Robe noire (Guerlain)
- Polo (Polo Ralph Lauren)
- Purple Patchouli (Tom Ford)
- The Fragrance (Jimmy Choo)
- White Patchouli (Tom Ford)

## Utilisations alternatives
En médecine traditionnelle chinoise, on l'emploie pour soigner la gastro-entérite. En aromathérapie, son essence est un tonique et un stimulant digestif, un tonique circulatoire. On l'utilise aussi pour les soins de la peau.